# Microlepia firma
Microlepia firma là một loài thực vật có mạch trong họ Dennstaedtiaceae. Loài này được Mett. ex Kuhn miêu tả khoa học đầu tiên năm 1870.